# Michalis Tremopulos
Michalis Tremopulos, gr. Μιχάλης Τρεμόπουλος (ur. 3 marca 1958 w Seresie) – grecki dziennikarz, działacz ekologiczny i polityk, od 2009 do 2012 poseł do Parlamentu Europejskiego.

## Życiorys
Ukończył ekologię społeczną na Goddard College w stanie Vermont oraz prawo na Uniwersytecie w Salonikach. Od lat 80. pracował jako dziennikarz prasowy, radiowy i telewizyjny. Specjalizował się w tematyce ekologicznej, prawach człowieka i polityce Bałkanów. Był m.in. prezenterem stacji telewizyjnej ET-3 w Salonikach, pisał dla dzienników „Tesaloniki” i „Makiedonia”.
Od 1975 działacz ruchu ekologicznego. W 1998 został radnym prefektury Saloniki. Należy do założonej w 2002 partii Ekolodzy-Zieloni.
W wyborach w 2009 uzyskał mandat deputowanego do Parlamentu Europejskiego VII kadencji. Przystąpił do frakcji zielonych, został wiceprzewodniczącym Komisji Rozwoju Regionalnego. 1 lutego 2012 zrezygnował z zasiadania w PE.